# Aldo Bertuzzi

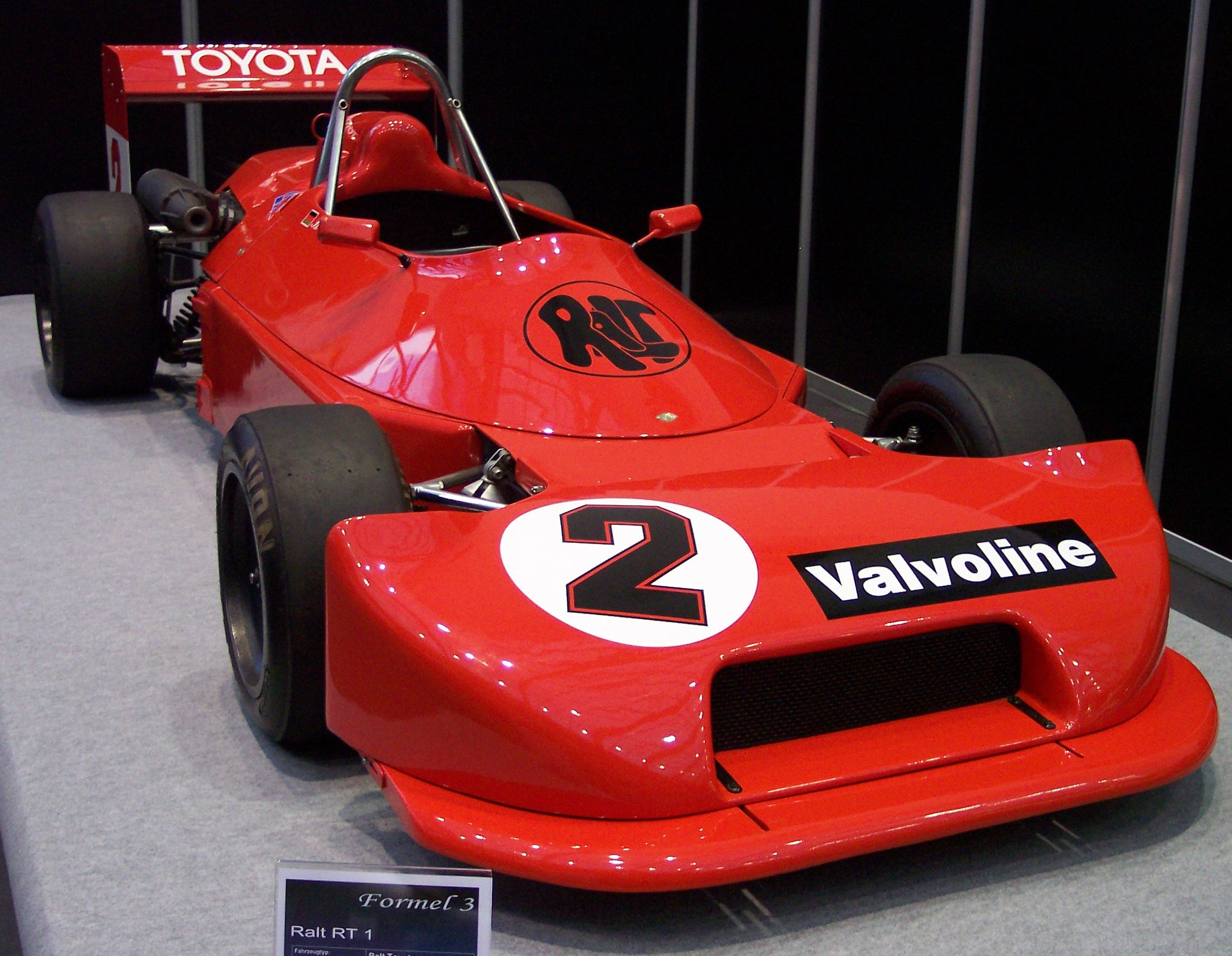
Auf einem Ralt RT1 bestritt Aldo Bertuzzi seine ersten Formel-3-Rennen

Aldo Bertuzzi (* 15. April 1961 in Piacenza) ist ein ehemaliger italienischer Autorennfahrer.

## Karriere als Rennfahrer
Aldo Bertuzzi begann seine Monopostokarriere in der Rennformel 3. Erste Rennen fuhr er 1980 in der italienischen Meisterschaft. 1982 stieg er in die Formel-2-Europameisterschaft ein, wo er 1983 für Minardi an den Start ging. Bei keinem seiner sieben Rennstarts klassierte er sich in den Punkterängen. Nach zwei Rennen für das Team Merzario 1984 kehrte Bertuzzi der Rennserie den Rücken und fuhr ab 1985 drei Jahre einige Rennen in der Internationalen Formel-3000-Meisterschaft. Auch dort blieb er punktelos.
Im Sportwagensport war seine beste Platzierung im Schlussklassement der zehnte Rang beim 1000-km-Rennen von Mugello 1983. In Le Mans steuerte Bertuzzi 1985 einen Alba AR6, der nach einem Schaden an der Elektrik ausfiel.

## Statistik

### Le-Mans-Ergebnisse
| Jahr | Team       | Fahrzeug | Teamkollege     | Teamkollege | Platzierung | Ausfallgrund |
| ---- | ---------- | -------- | --------------- | ----------- | ----------- | ------------ |
| 1985 | Carma F.F. | Alba AR6 | Martino Finotto | Guido Daccò | Ausfall     | Elektrik     |

### Einzelergebnisse in der Sportwagen-Weltmeisterschaft
| Saison | Team                         | Rennwagen              | 1   | 2   | 3   | 4   | 5   | 6   | 7   | 8   | 9   | 10  |
| ------ | ---------------------------- | ---------------------- | --- | --- | --- | --- | --- | --- | --- | --- | --- | --- |
| 1982   | Vesuvio Racing               | Lancia Beta Montecarlo | MON | SIL | NÜR | LEM | SPA | MUG | FUJ | BRH |     |     |
| 1982   | Vesuvio Racing               | Lancia Beta Montecarlo |     |     |     |     | DNF | DNF |     | DNF |     |     |
| 1985   | Vittorio Coggiola Carma F.F. | Porsche 935 Alba AR6   | MUG | MON | SIL | LEM | HOK | MOS | SPA | BRH | FUJ | SEL |
| 1985   | Vittorio Coggiola Carma F.F. | Porsche 935 Alba AR6   |     | 14  |     | DNF |     |     |     |     |     |     |